# John 5
John 5 (* 31. července 1971 Grosse Pointe, Michigan), vlastním jménem John William Lowery, je americký kytarista, známý ze skupiny Marylin Manson, kde působil od roku 1998 do roku 2004 a nahradil Zim Zuma. Nyní je kytaristou L.A. Rats a hostující člen Mötley Crüe. Spolupracuje též se skupinou Lynyrd Skynyrd.
V letech 1996–1997 působil jako kytarista v kapele americké zpěvačky Leah Andreone.
Věnuje se sólové kariéře; vydal již šest alb:
- Vertigo (2004)
- Songs For Sanity (2005)
- The Devil Knows My Name (2007)
- Requiem (2008)
- The Art of Malice (2010)
- God Told Me To (2012)
- Careful With That Axe (2014)

Navíc bylo vydáno album remixovaných skladeb Remixploitation (2009).

## Život
John Lowery se narodil v Grosse Pointe v Michiganu. Od mala sledoval s otcem show Hee Haw od Bucka Owense a Roye Clarka, což ho inspirovalo, aby začal hrát na kytaru. Jeho otec byl též kytarista. Na elektrickou kytaru ho začal učit hrát již v sedmi letech. Rodiče ho ve hře podporovali a otec ho bral večer do barů, kde často hrával.